# Tharra borneoensis
Tharra borneoensis är en insektsart som beskrevs av Nielson 1975. Tharra borneoensis ingår i släktet Tharra och familjen dvärgstritar. Inga underarter finns listade i Catalogue of Life.